# 人間ピラミッド

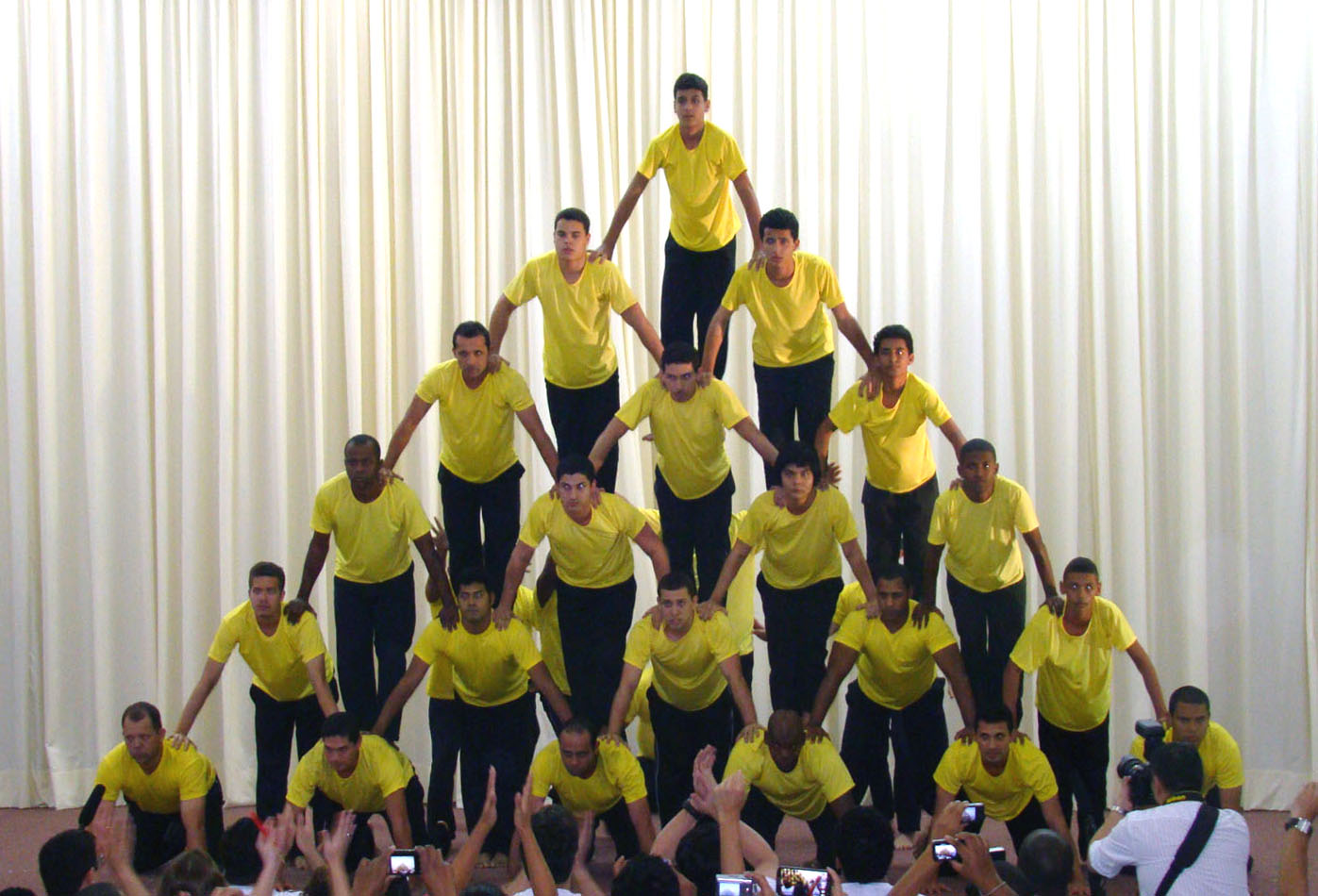
2013年7月7日にリオデジャネイロの創価学会が披露したカタルーニャ式六段ピラミッド。本文にある諸問題を克服して美しい三角形が形成された。三角形の形状を保つために、頂上に子供を配置していない。

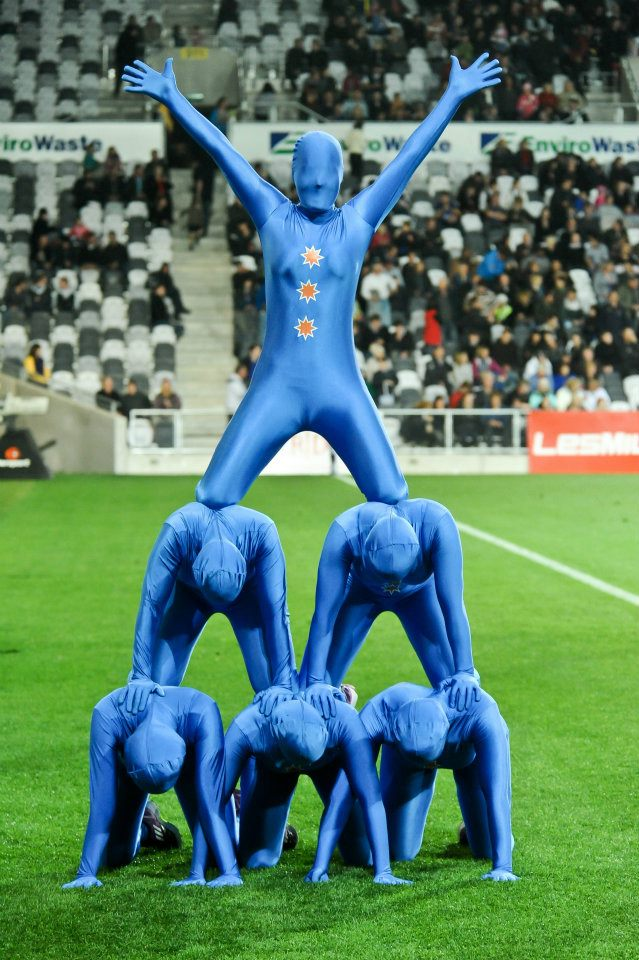
2012年ニュージーランド

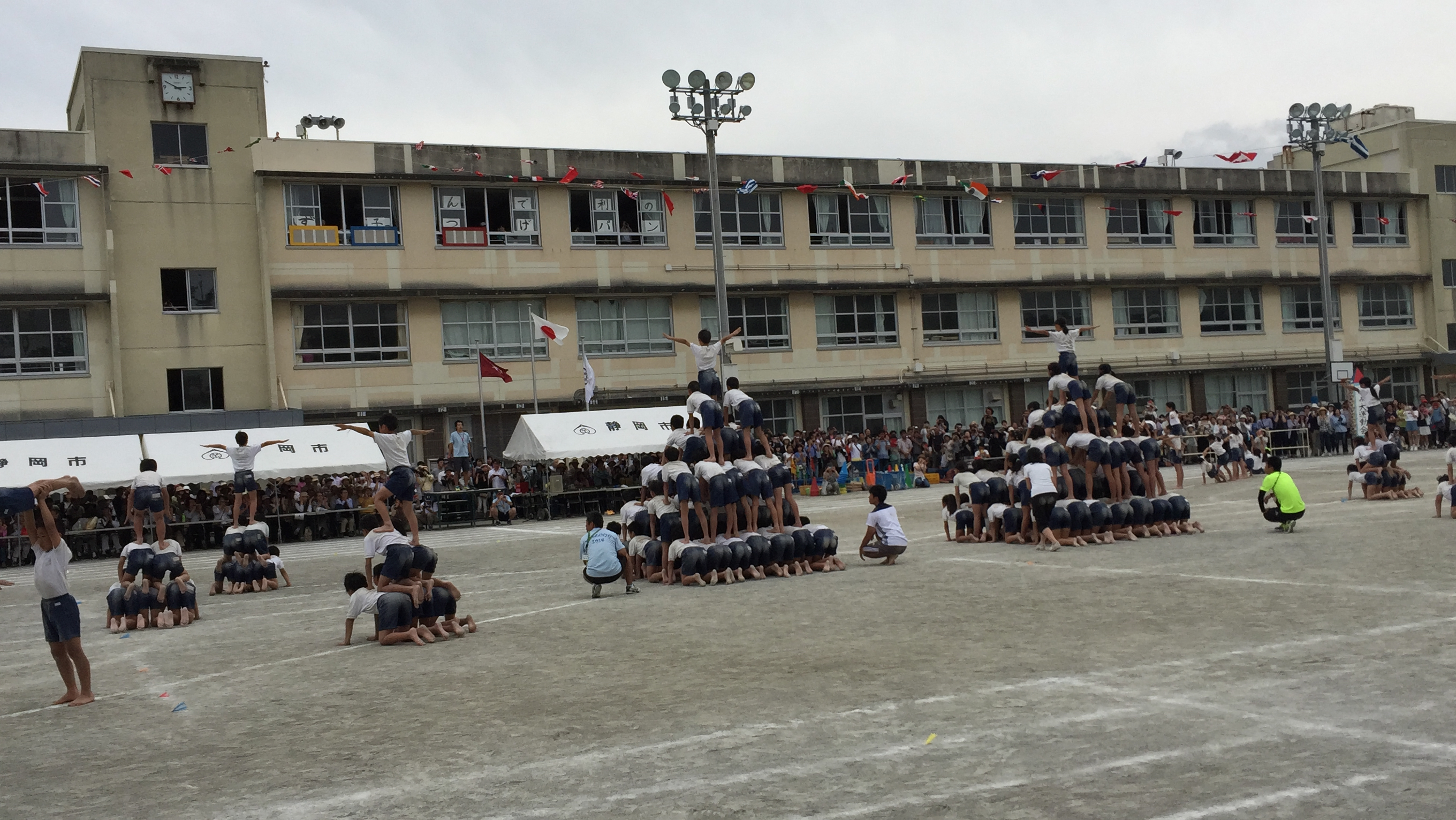
公立小学校における運動会で行われた人間ピラミッド

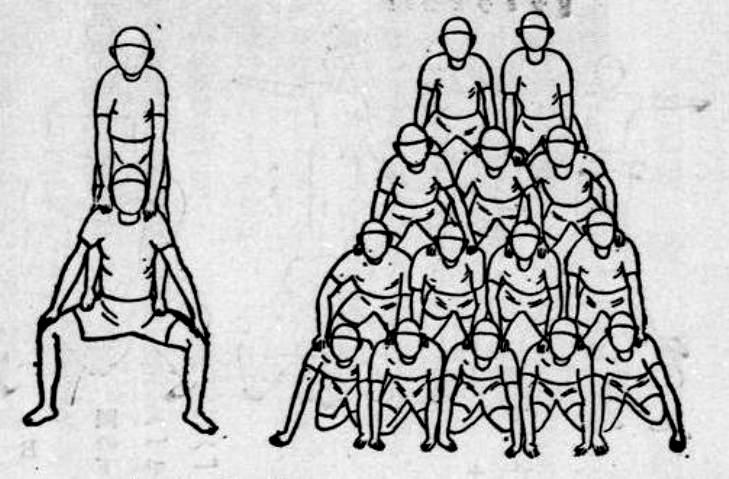
ピラミッドビルディングの例

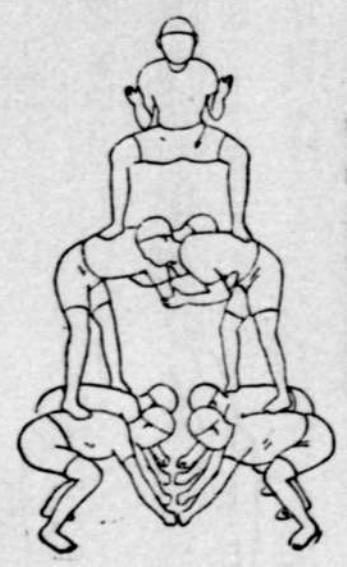
ピラミッドの例

人間ピラミッド（にんげんピラミッド）とは組体操の大技のひとつで、人間円塔と並んで演技のクライマックスで披露される。四つんばいになった最下段の演技者の背中の上に同じ姿勢の演技者を積み重ね、上に向かって細くなる三角形状の組み上げを行う。本来は形は問わず、二人以上で組んで行なう組体操はすべてピラミッド・ビルディングと呼ばれ、略してピラミッドと言う。

## 古典的な人間ピラミッド
人間ピラミッドは通常三段（6人）または四段（10人）で披露される。二段目は一段目の後方から登るが、三段目以上はそれが困難になるため、ピラミッドの側面から登る。ピラミッドが組み上がると構成員は頭を上げ、5秒から10秒程度静止する。頂上のメンバーが立ち上がる場合もある。演技の最後には一斉崩落（総崩れ）によってピラミッドを分解する。ピラミッドが完成した最も高い状態から、演技者がうつ伏せに寝る最も低い状態へ瞬時に変化する。この動作は、観客に驚きを与える。1982年、西武球場（当時の名称）でおこなわれた組体操で七段ピラミッド（28人）の演技が、現在知られる最も高いピラミッドの一斉崩落である。五段を含めそれ以上のピラミッドの一斉崩落は事故の危険を伴うので、肉体的技術的訓練が高度に進んだメンバーしか披露できない。1998年、ブラジル、リオデジャネイロ、マラカナーンズィーニョ屋内競技場での七段ピラミッドの演技では、一斉崩落を行わず頂上のメンバーの飛び降りがおこなわれた。

## 瞬間起立ピラミッド
この演技は一斉崩落とは逆に、演技者がうつ伏せに寝る最も低い状態からピラミッドが完成した最も高い状態へ瞬時に変化する。あるいは観客から見てそう感じられる。通常は三段（6人）、あるいは四段（12人）で行われる。三段目は自力で二段目の背中の上に跳び上がり、四段目は補助員2人の助けを得て1.7mの高さにある三段目の背中に跳び上がる。観客が受ける視覚的インパクトは、一斉崩落よりもはるかに強い。逆の動作を用いることで、一斉崩落と似た演技が可能である。古典的な一斉崩落と比べ、この方法は安全性は高い。両者を組み合わせると、瞬間起立と一斉崩落を繰り返すことができる。ブラジルのリオデジャネイロやニテロイの創価学会チームがこの演技を得意とする。リオデジャネイロチームはこの技を「Miau」（ミアウ、猫の鳴き声、語源は不明）と呼ぶ。日本の関西地方の中学校や高等学校の運動会でも時折見られる。五段の瞬間起立ピラミッドは四段のそれと比べると比較にならないほど難度が高く、1997年に香港の金鷹体操隊が演技を披露したのが唯一の記録である。

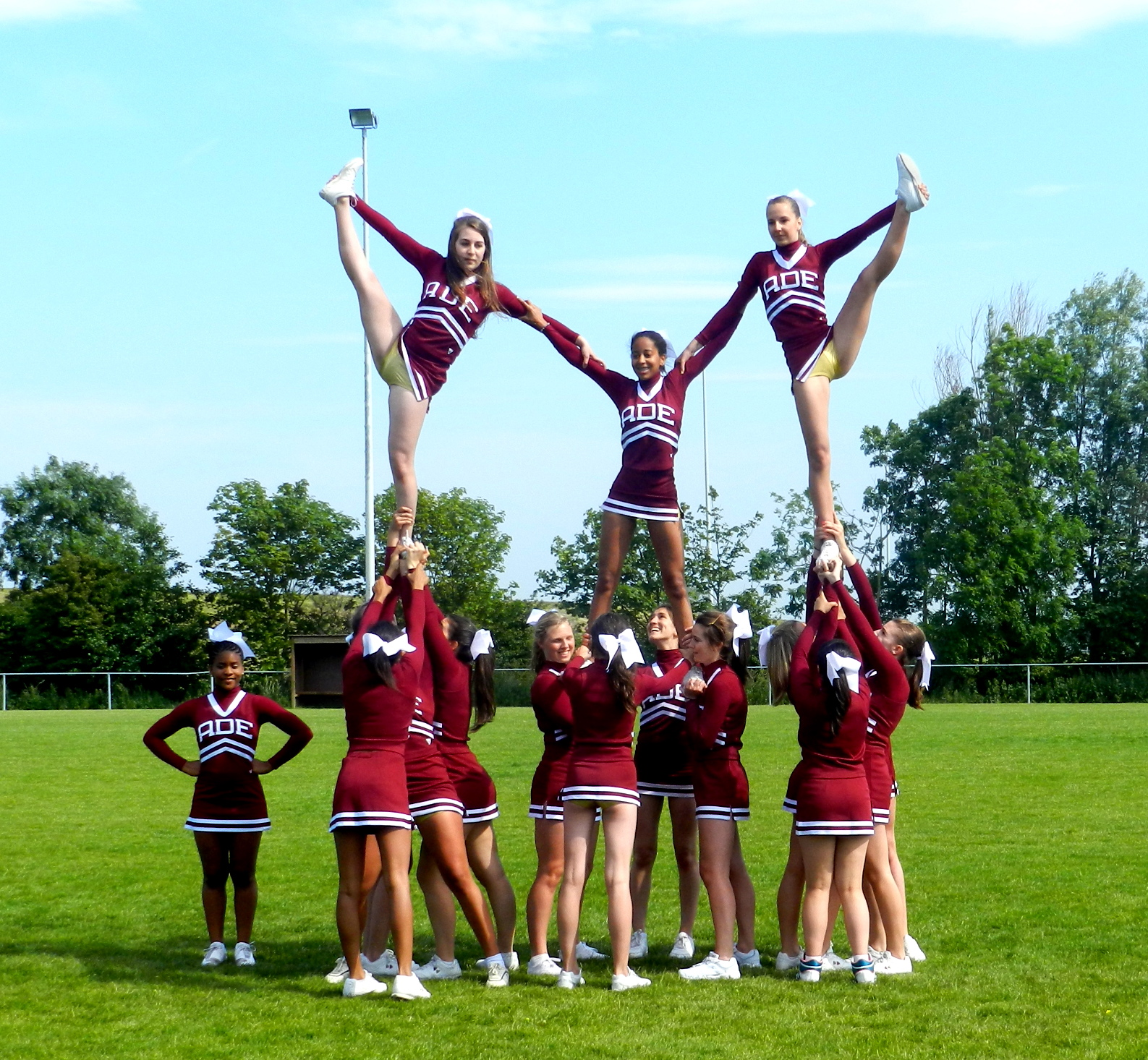
チアによる人間ピラミッド

## 最下段起立ピラミッド
以上の人間ピラミッドは最下段の演技者が四つんばいの姿勢をとるが、最下段立ち上がりピラミッドは最下段の演技者が起立姿勢を取る。このタイプのピラミッドは通常三段、または四段で披露される。最下段が起立しているために、ピラミッドでは歩行前進が可能である。歩行中に頂上のメンバーが立ち上がることは可能ではあるが困難である。したがって、ピラミッドの歩行が停止した時点で立ち上がる場合が多い。ピラミッドの分解の際には、しばしば頂上のメンバーの飛び降りが行われる。
1998年、ブラジル、リオデジャネイロ市の西部地区、カンポグランジ区で行われた組体操では七段の最下段起立二次元ピラミッドが披露されたが、現在のところ最下段起立型では世界最高である。その高さは四段円塔以上、五段円塔以下であった。クリープによる側方崩壊を防ぐため、側方および後方の複雑な補助構造が用いられた。ピラミッドが巨大であるために構成員の負担が大きく、組み立ては一日に3回が限度であった。

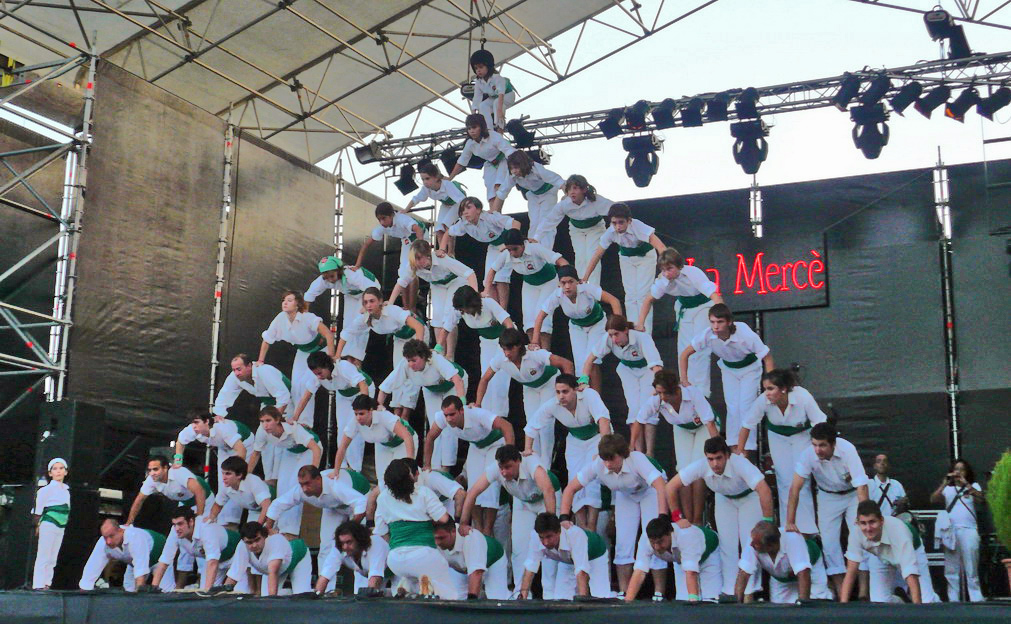
カタルーニャの人間ピラミッド

## カタルーニャ式ピラミッド
平面型ピラミッドの一種で、スペインのカタルーニャの地方祭典で披露されるファルコン（Falcon）と呼ばれる演技を基本とする。標準型ピラミッドと比べると同じ階層数でも横幅が大きく、構造的安定性が高い。そのため、六段以上の高階層ピラミッドの組み立てが可能である。カタルーニャの中心都市であるバルセローナの祭典では、七段から八段のピラミッドが組み立てられ、その上に子供が立ち上がる。バルセローナでは十段ピラミッド（九段＋頂上）まで成功しているが、十一段には失敗している。日本の学校では三次元ピラミッドが好まれ、カタルーニャ式はあまり披露される機会がない。比較的少人数で大きなピラミッドを作ることができる。例えば七段ピラミッドの構成員は28人で後方に5人の補助がつく。横幅は高さよりも大きく、正三角形より少し広い二等辺三角形を理想形状とする。最下段は標準型と同様の四つんばいの姿勢をとる。その他の構成員は両脚を伸ばし腰を折った中腰姿勢をとる。ピラミッドの自重は構成員の両足と両腕で支えられる。クリープ効果は小さいが重量負荷が極端に中央に集中するので、中心部には高度な肉体訓練を受けたメンバーを用いるが、それでも中央部は自重でへこむ。上段には体重の軽い年少者を置く傾向があるが、そのような構成員は身長が低いので中央部はさらにへこむ。最下段の構成員の間隔を広げるとピラミッドは横幅が大きくなり、高階層ピラミッドの組み立てが容易になるが、一階あたりの高さは低くなる。肘を曲げなければならないので、自重の効果で中央部がさらにへこむ。以上の理由により、大型のピラミッドを完璧な二等辺三角形にするのは難しい。高階層ピラミッドは後方への滑り落ちによる崩壊が起こりやすいので、補助を置くいて問題を軽減する。訓練された演技者は、高階層ピラミッドでありながら驚くほど速い組み立てや分解を行うことができる。

## 三次元ピラミッド

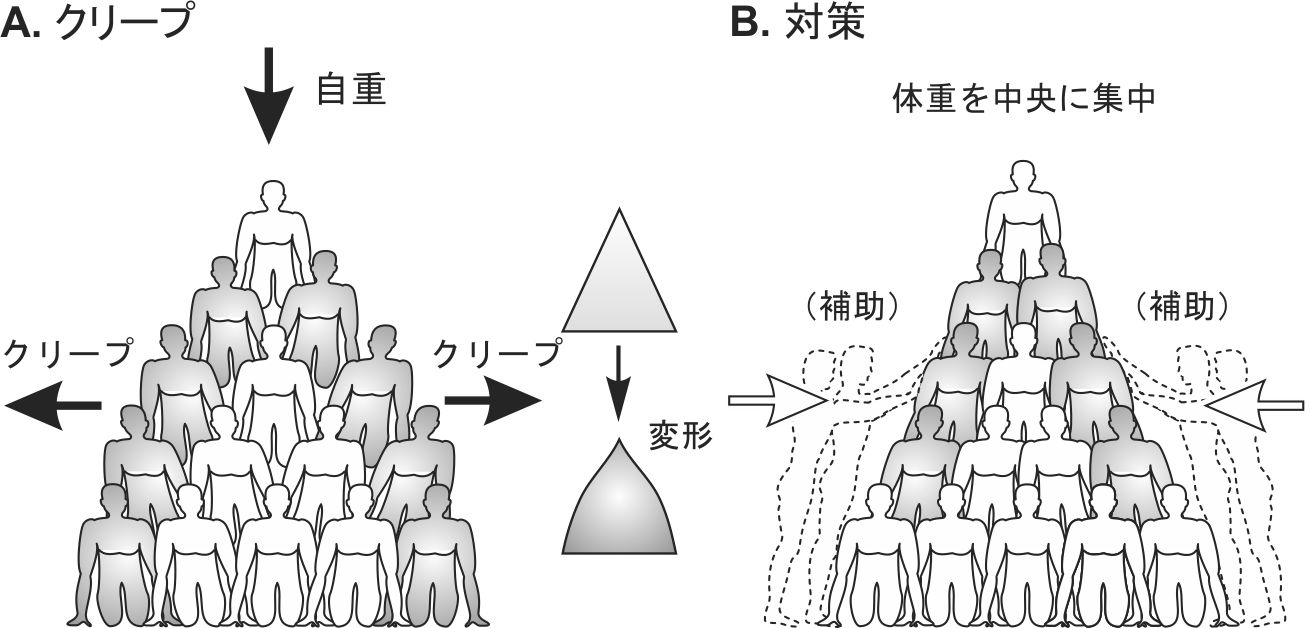
人間ピラミッドにおけるクリープとその対策

以上のピラミッドは立体的には三角形の壁を垂直に立てた平面的形状であり、二次元ピラミッドと呼ばれる。ピラミッドが高くなると土木工学で「クリープ」と呼ばれる自重による構造物の変形が起こる。人間ピラミッドは自身の重みで横向きに広がり、力が分散するために崩れてしまう。四段ピラミッドからこの現象が現れ始め、それ以上では顕著になる。五段あるいはそれ以上のピラミッドでは、三段目と四段目に大きな横向きの力がかかる。そのため、構成員はピラミッドの中心にむかって体重を寄せ、崩壊を防ぐ。二次元ピラミッドには、このような力学的な限界がある。
三次元ピラミッドの基本形はエジプトのピラミッドに類似したの立体形状であり、二次元ピラミッドの高度限界を突破することができる。各構成員は基本的に同じ姿勢をとるため、習得が比較的容易であり、7段以上の高い人間ピラミッドを作ることができるが、非常に多数の構成員を必要とする。1998年に関西のNGOが世界最初の十段ピラミッドを二基披露した（各385人）。このピラミッドは基底面が10x10、計100人で構成されている。しかし、頂上部直下には四人は必要なく二人でよいので、基底面は10x9、計90人でもよい。この構造を採用すれば50人以上節約でき、331人で組み立てることができる。後ろに向かって細くなる三角形状の基底面を用いると 正四面体類似の形状のピラミッドが構築される。この構造を採用すれば211人で十段ピラミッドを作ることができる。九段ピラミッドの基本構造の上部を工夫すれば、わずか158人でも十段ピラミッドが組み立てられるが、安定性に不安が残る。この構造で十段ピラミッドを披露した関西地方の学校もある。七段ピラミッドは日本の学校の運動会でしばしば披露される。それ以上になると、三次元ピラミッドでもクリープの効果が顕著になるので難易度が高くなる。
三次元ピラミッドは一斉崩落ができないので、分解は前方斜面上の走り降りによっておこなわれる。ピラミッドを降りるメンバーは手足（主として手）を使いトカゲのように姿勢を低くして、頭を下にして前方斜面を滑るように降りる。大型の三次元ピラミッドは、組み立てにも分解にも一分以上という長い時間が必要である。

## 組み立て方法

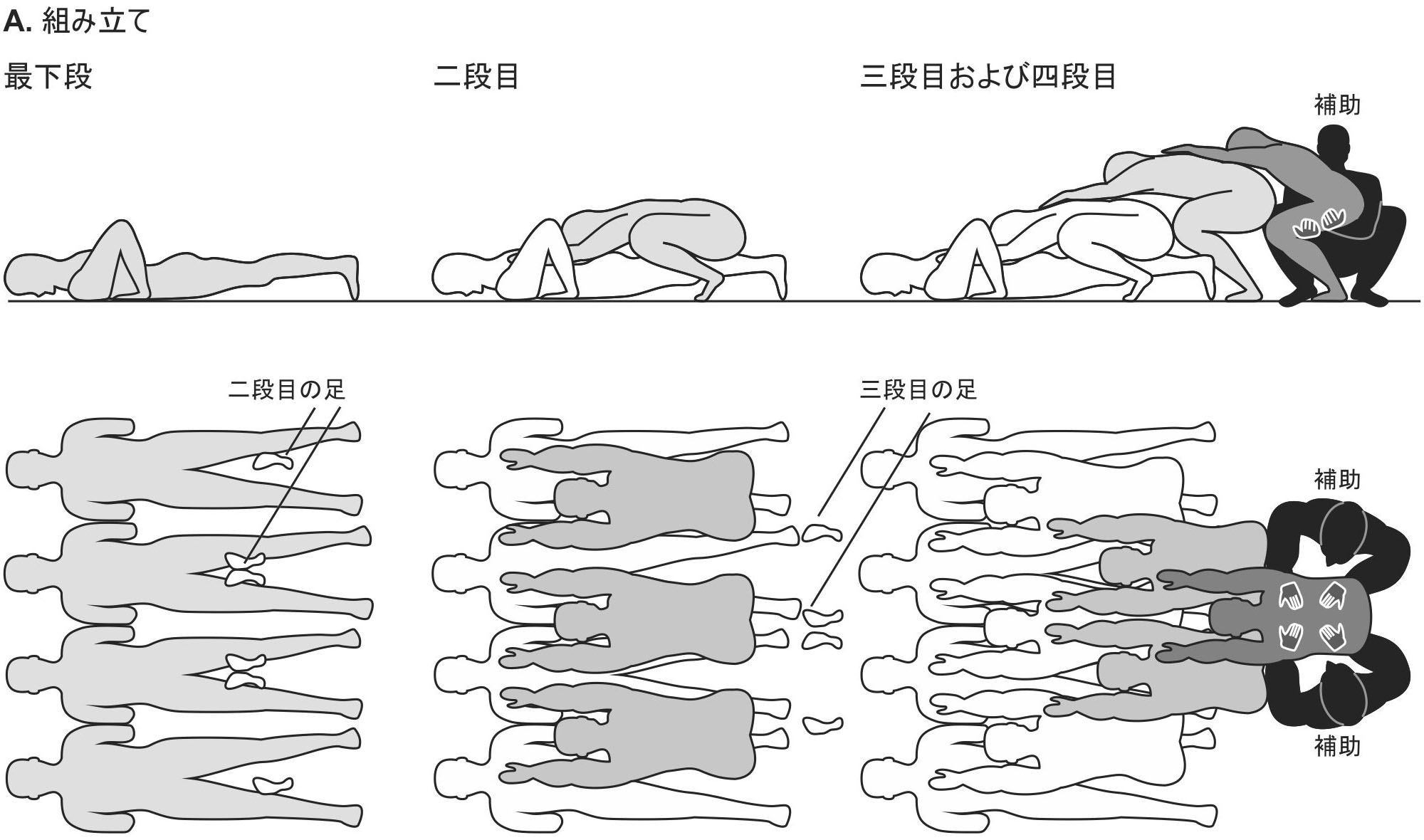
瞬間起立四段ピラミッドの構造、臥位

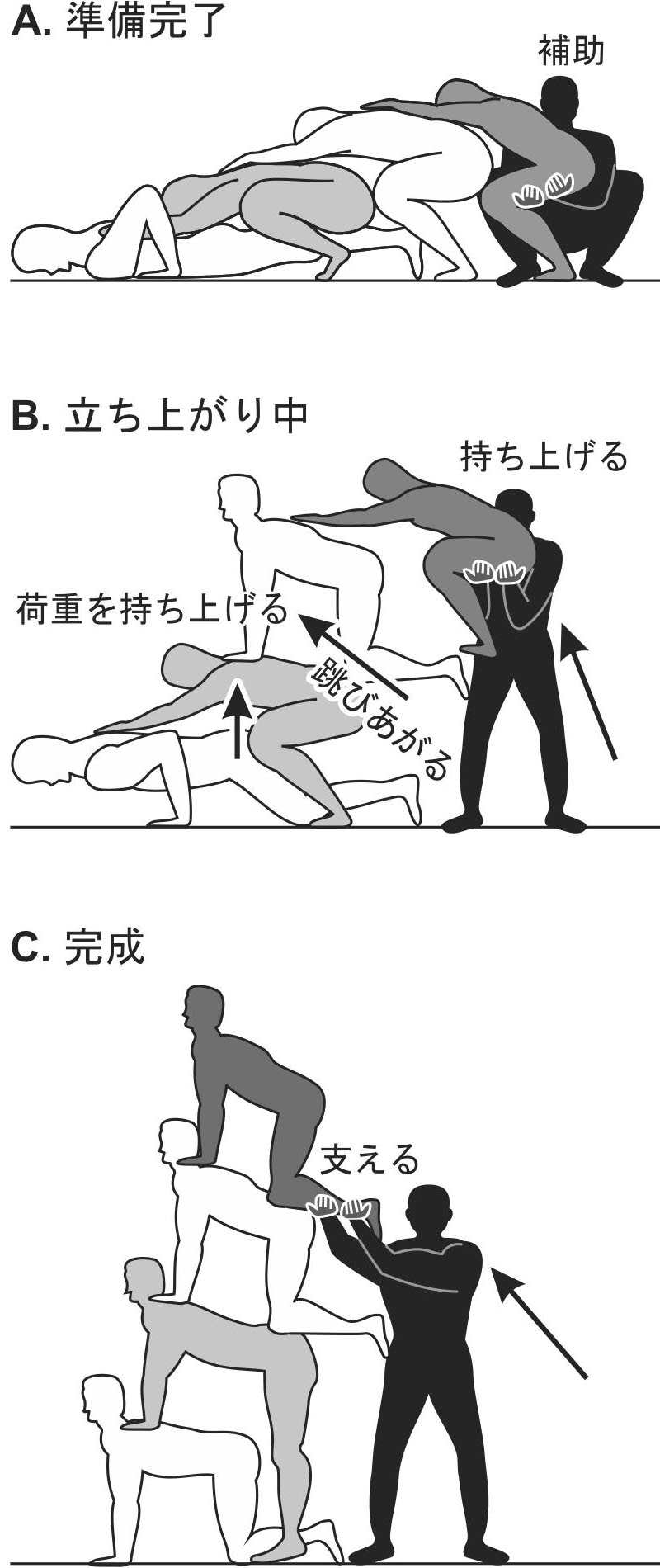
四段人間ピラミッドの瞬間起立方法

人間ピラミッドにはいろいろな組み立て方法がある。ここではブラジルのニテロイのチームが披露した瞬間起立四段ピラミッドを例にとって説明する。最下段が4人、二段目が3人、三段目が2人、四段目が1人で、四段目を持ち上げる補助が2人、計12人である。四段目は体重の軽いメンバーを、補助の2人は身長の高いメンバーを選ぶ。二段目の中央には大きな荷重がかかる。
最下段の4人は肘を立てつま先を下にして伏臥する。即ち、腹を下にして寝た姿勢をとる。4人はできる限り近づき少し脚を開く。二段目は最下段のメンバーの脚の間に足を置き、姿勢を低くして頭を下げて座る。手を最下段の肩甲骨の上に置く。この時に手の位置を正確に置かなければならない。ピラミッドが起立すると、もう修正はできない。三段目は二段目の肩甲骨のうえに手を置き、足は地面を踏んで、二段目と同様姿勢を低くして頭を下げて座る。二段目と同様に手を正しい位置に置く。最上段は三段目の肩甲骨の上に手を置き、姿勢を低くして座る。補助の二人は四段目の左右に位置し、両足で床を踏んで座り、四段目メンバーの太ももを両手で下から支える。この体勢で組み立てが完了し、起立の掛け声を待つ。
ピラミッドの起立は1, 2, 3の掛け声で行う。最下段は伏臥から四つんばいの体勢になる。このとき背中を丸めず尻を突き出して、背筋をまっすぐに伸ばす。背中を丸めると二段目以上が滑り落ち、ピラミッドは崩れる。頭を上げ斜め上方を見れば、背筋がまっすぐなる。下を見れば、背中が丸くなる。腕は肩から下に向かって垂直に位置させ、肘をまっすぐに伸す。一回の施行のみで間違いない姿勢をとらねばならない。ピラミッドが起立すると加重があるので、手の位置の再調整はできない。一度肘を曲げると荷重のためにもはや伸ばすことはできず、すべての重みがそのメンバーに集中しピラミッドはそこから崩れる。四つんばい姿勢をとると、両端のメンバーは体重をピラミッド中央に集中させ、二人の中央メンバーにわずかにもたれる。二段目は両足で床を踏みひざをまっすぐに伸ばして、自分の脚で自分とその上のメンバー体重を支える。最下段と同様に、頭を斜め上方に上げ、尻を突き出し背筋をまっすぐに張る。手の位置の再調整はできない。二段目が肘を曲げたり背中を丸めたりすると、ピラミッド全体が崩れる。起立すると二段目の両端のメンバーは中央のメンバーに軽くもたれ、体重を中央に集中させる。三段目は二段目の背中の上に跳び乗る。三段目には補助いないので自力で跳び上がる。しかし二段目の背中の高さは1.2mあるので、この高さまでは届かない。三段目が二段目と同時に跳び上がると跳躍高度が不足するので後方に滑り落ち、ピラミッドは崩壊する。そこで三段目は二段目が立ち上がる直前に跳び上がり、二段目がまだ低いうちにの背中に乗る。このためには、掛け声3のタイミングでは遅すぎるので、2のタイミングで跳ぶ。跳躍が遅れると二段目の背中に乗れないばかりでなく、四段目の重さに押しつぶされて、跳び上がり自体ができない。二段目の中央は三段目と頂上の加重を持ち上げて立ち上がるので、大きな力が必要とされる。三段目のメンバーはその高さのためか、しばしば肘を曲げてピラミッドを壊してしまう。頭を上げ肘と背中をまっすぐに伸ばし、二人が寄り添って体重を中央に寄せる。四段目は三段目の背中に跳び乗るが、高さが1.7mもあるのでまったく届かない。そこで2人の補助の力を得てこの高さまで到達する。補助は四段目の太ももを両手で持ち上げ、自らの足の力で立ち上がり、四段目を三段目の背中に乗せるまで運ぶ。三段目の背中は滑りやすいので、四段目の足を両手でしっかりと支える。以上の動作を間違いなくスムーズに行うと、観客からはピラミッドが自力で瞬間的に起立したように見える。実際には0.5秒から1.0秒の時間がかかる。
ピラミッドの分解はこの逆の順序で行う。三段目と四段目は最下段の足を踏まないように、下をよく見て飛び降りる。四段目はかなり高い位置から飛び降りるので、自分の体重を支えきれない場合がある。四段目は飛び降りて足が床につくと同時に後ろにもたれかかり、補助がそれを支える。このようにして、起立前の体勢に一瞬で戻る。
よく訓練されたグループでは、以上の動作を補助なしで行うことが出来る。三段目と四段目が同時に跳びあがり、最下段と二段目が持ち上げる。リオデジャネイロのグループは練習で成功している。この方法を五段ピラミッドの四段目に応用できれば、補助が五段目を頂上に乗せることが可能となる。香港の五段ピラミッドではこの方法が用いられた。

## 事故
日本だけでも、1983～2013年度の31年間に、学校における体育行事的演舞の組立体操において死亡を含む障害の残った事故が88件起きており、危険を伴う人間ピラミッドを生徒に行なわせることへの反対意見が出ている。2015年9月、大阪市教育委員会は、市立小中高校などの運動会や体育大会での組み体操のひとつである「ピラミッド」の高さを五段までとする規制を採択した。
負荷量により10段目で崩落するとの報告がある。